# Wyrzynarka
Wyrzynarka – elektronarzędzie o posuwisto-zwrotnym ruchu brzeszczota służące przede wszystkim do cięcia drewna, ale również miękkich metali i tworzyw sztucznych. W zależności od przecinanego materiału konieczny jest dobór odpowiednich brzeszczotów. Wyrzynarki mogą być wykonane jako narzędzia ręczne lub stacjonarne.
Wyrzynarki są przystosowane przede wszystkim do cięcia po krzywej (nieregularne kształty), do wycinania otworów, lecz również mogą służyć do przecinania po linii prostej.
Niektóre ręczne wyrzynarki elektryczne umożliwiają cięcie pod zadanym kątem umożliwiając wycinanie pod połączenia stolarskie. Mogą być też wyposażone w tzw. podcinanie. Wówczas brzeszczot wyrzynarki oprócz ruchu w osi Z (góra-dół) wykonuje ruch w osi Y (przód-tył) umożliwiając szybsze cięcie, jednak mniej precyzyjne. Wyrzynarka może zostać również wyposażona w dmuchawę usuwającą wióry i trociny z miejsca pracy lub w przyłącze do odsysania tych odpadów.
Obecnie na rynku znajdziemy wersje przewodowe i akumulatorowe wyrzynarek.

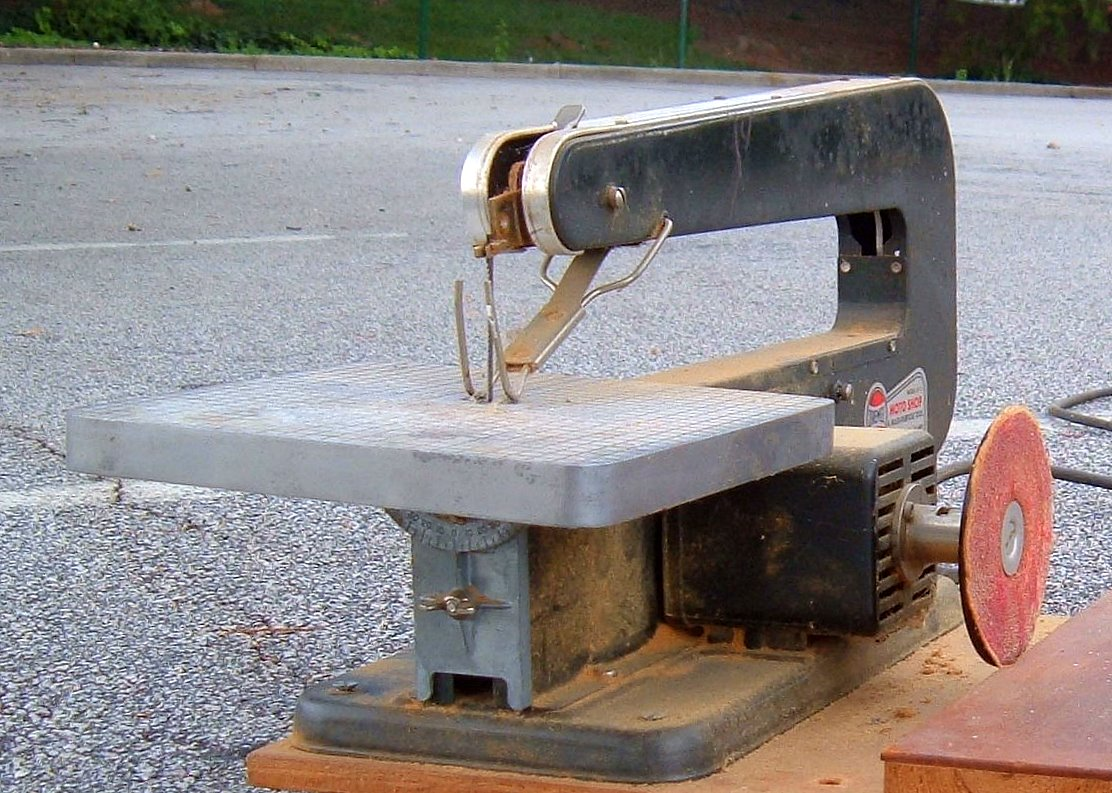
Wyrzynarka stacjonarna firmy Dremel
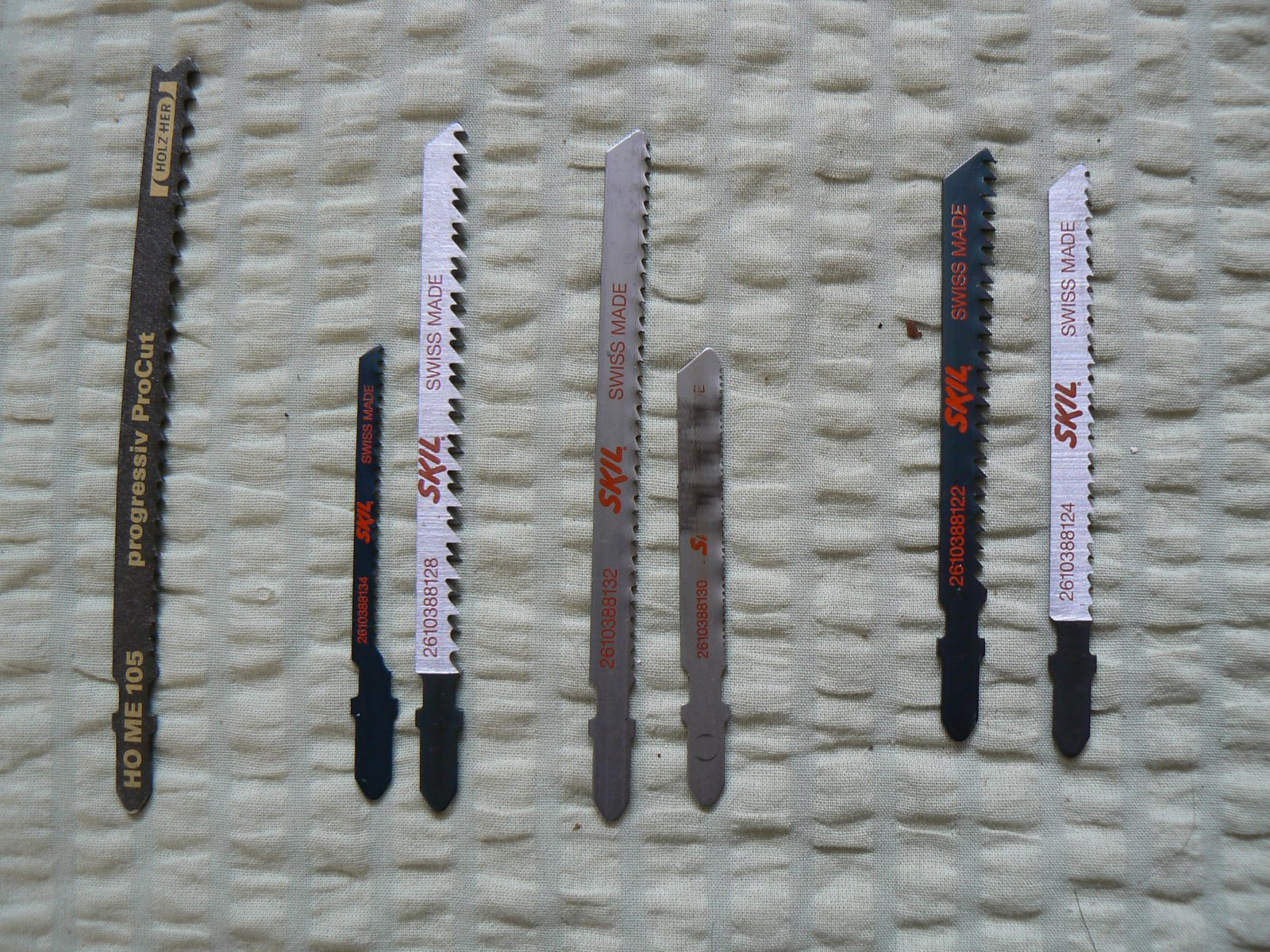
Rodzaje brzeszczotów do wyrzynarki
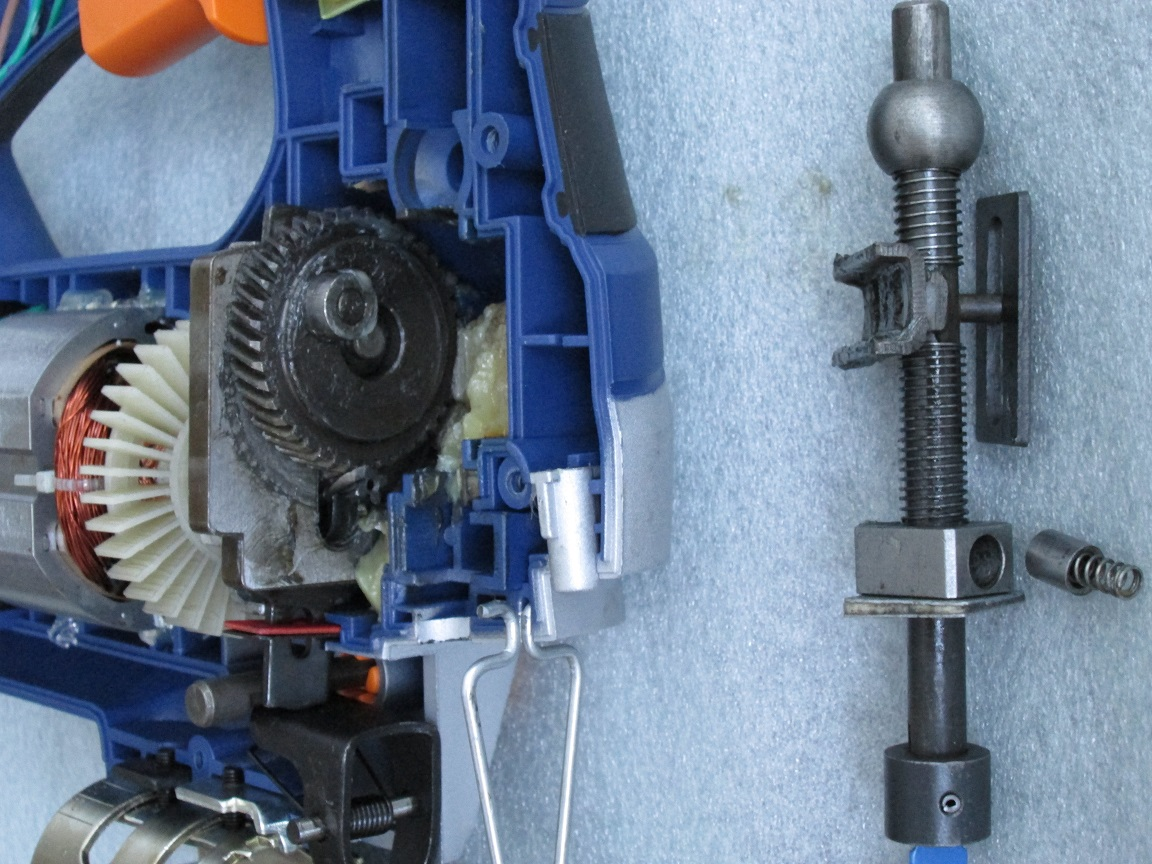
Zbliżenie na wnętrze wyrzynarki ze zdemontowanym zespołem posuwu
Wnętrze pracującej wyrzynarki